# エグゼクティブ・デシジョン
『エグゼクティブ・デシジョン』（Executive Decision）は、1996年のアメリカ合衆国のアクション映画。タイトルの意味は“最終決断”。
制作はアクションやSF作品のヒットメーカーとして知られるジョエル・シルバー。

## あらすじ
1995年5月、オースティン・トラヴィス中佐（スティーブン・セガール）の率いる特殊部隊は、盗まれたソ連の神経ガス「DZ-5」を回収するため、イタリアのトリエステにあるチェチェン・マフィアの隠れ家を急襲するが、失敗に終わる。
それから3ヵ月後、アテネ発ワシントンD.C.行きのジャンボジェット機、「オーシャニック航空343便」がテロリストにハイジャックされる事件が発生。ナジ・ハッサン率いるテロリストは、投獄中の指導者、エル・サイード・ヤファの釈放を要求。
失敗した秘密作戦を支援していたアメリカ陸軍情報コンサルタントのデイビッド・グラント博士（カート・ラッセル）は、飛行機奪還作戦を計画するためペンタゴンでの会議に呼び出される。ハイジャックの直前、ヤファのために活動していた自爆犯がロンドン・マリオット・ホテルのレストランで自爆テロを起していたことから、グラントはハッサンの要求に疑問を抱き、真の目的はDZ-5を積んだ爆弾をアメリカ領空で爆発させるつもりだと考えた。ペンタゴンは実験機「レモラF117x」を使って、トラヴィス中佐の特殊部隊をジャンボ機に乗り込ませる作戦を承認する。
グラントとDARPAのエンジニアであるデニス・ケイヒルは、テロリストの制圧と乗客400人の救助のため、渋々この任務に参加する。
F117はドッキングに成功し、グラント、ケイヒル、特殊部隊のメンバーは無事に乗り込むが、激しい乱気流でキャピーは落下して負傷。トラヴィスは減圧する前に自らを犠牲にしてハッチを閉じる。F117も通信機器とともに空中分解し、ペンタゴンは彼らの生存に気付かないままになる。
チームは爆弾を探して解除し、客室に突入することを計画。なんとか爆弾を見つけ、キャピーはケイヒルと爆弾解除を試みる。そして、起爆装置には遠隔操作のスイッチがあることを知る。
一方、チームの生存を知らない当局は解決のためヤファを釈放。ヤファはプライベートジェットからハッサンに電話をかけ、アルジェリアへ向かっていると伝えるが、旅客機が撃墜されようとしていることを暴露してしまう。グラントは、ハッサンが部下の一人を叱責して殺したことで、ハッサンの部下が爆弾とハッサンの真の意図を知らないことに気付く。またハッサンは乗客の一人が工作員で、起爆装置を持っていることを明かしてしまう。
ペンタゴンは、747機を撃墜するためF-14を向かわせるが、警告として乗客のジェイソン・マブロス上院議員が処刑されてしまう。ベイカーは、747機の尾灯を介してモールス信号を送り、チームが搭乗したことを知らせ、すでに米領空に入っているが、爆弾を解除して747機を奪還する意志を伝えた。
グラントは客室乗務員のジーンの協力を得ながら、携帯端末を持った犯人のジャン・ポール・デモーを見つけ、起爆装置をめぐって彼と戦う。
チームも機内に突入し、銃撃戦が始まる。グラントはデモーから起爆装置を奪い取ろうとするが、デモーは死ぬ前に爆弾を起動。キャピーとケイヒルによって間一髪で爆発を免れるが、ハッサンは銃を乱射してパイロットを殺してしまう。
グラントは、パイロットの代わりに操縦を試みるが、ワシントン・ダレス国際空港への着陸に失敗。しかしメリーランド上空を北上しながら自らの操縦訓練飛行場であったフレデリック飛行場を認識し、747をそこに無事着陸させることに成功。大勢の乗客の命を救う。

## エピソード
本作は、日本ではカート・ラッセルとスティーヴン・セガールがメインキャストとしてクレジットされているが、一連のセガール出演映画とは一線を画す内容となっている。その為、国内版を除く全ての海外VHS・LD・DVD版や全世界Blu-ray版のパッケージにはセガールの顔はプリントされていない。（しかし、『その男ヴァン・ダム』の劇中では映画ファンがこの作品を「セガール映画」とみなしているシーンもある。）
元々セガールは映画デビューから、特に90年代は主役以外で映画に出演することは無く、本作が初の脇役出演となっている。主役ではない以上「セガール映画では無い」とも言える。
人並み外れた能力を秘めているであろうセガール演じる特殊部隊隊長が、作戦早々に不慮の事故で死んでしまい、残された隊員たちの困惑と決死の作戦遂行を描くという、セガールがいつも通り大した困難もなく敵をぶちのめし大暴れするであろうと思っていた観客のミスリードを狙った演出となっている。
映画の最後でカート・ラッセル扮するグラントが、ハル・ベリー扮するジーンをアイスホッケーの観戦に誘うものの、「私は野球が好きなの」と断られてしまうシーンがある。撮影当時ハル・ベリーは野球選手のデビッド・ジャスティスと結婚しており、またカート・ラッセルは元マイナーリーガーである。

## 登場人物
フィル・デイヴィッド・グラント
演 - カート・ラッセル
陸軍情報部顧問。生真面目な性格。パイロットのライセンスを取得するため訓練所に通っている。
オースティン・トラヴィス
演 - スティーヴン・セガール
陸軍特殊部隊の隊長。中佐。戦闘機から旅客機に乗り込む際、失敗して高高度から落下死を遂げる。
ジーン
演 - ハル・ベリー
キャビンアテンダント。ハイジャックされた際には乗客の身を案じる献身的な性格。
ラット
演 - ジョン・レグイザモ
トラヴィスの部下。冗談を挟む性格。
デニス・ケイヒル
演 - オリヴァー・プラット
軍事技術研究部所属。平時は冷静だが、トラヴィスを多数の仲間を助けるために見殺しにするなど非情な判断をすることもある。非常事態では我を見失い、失神したキャピーを死亡と誤認してしまうこともあった。
キャピー
演 - ジョー・モートン
トラヴィスの部下。爆弾処理担当。乗り込む際のアクシデントで脊髄を負傷する。その状態でありながらも専門的な作業から骨身を削りながら動き、一時は失神してしまう。
ナジ・ハッサン
演 - デヴィッド・スーシェ
ハイジャック犯のリーダー。冷酷非情で知られる。
ルイ
演 - B・D・ウォン
トラヴィスの部下。
チャールズ・ホワイト
演 - レン・キャリオー
国防長官。
ベイカー
演 - ウィップ・ヒューブリー
トラヴィスの部下。
カーリル
演 - クリストファー・マーハー
ナジの副官。比較的穏健派で、それなりに冷静で思慮深い。過激に走る思想を見せたナジに反抗したことでナジに射殺される。
アーメド
演 - グランビル・ハッチャー
テロリストの一人。
エル・サイド・ヤファ
演 - アンドレアス・カツーラス
犯罪組織の指導者。
マヴロス
演 - J・T・ウォルシュ
上院議員。ハイジャックに巻き込まれる。
サーロウ
演 - チャールズ・ハラハン
将軍。
ウッド
演 - ケン・ジェンキンス
将軍。
ジョージ・エドワーズ
演 - リチャード・リール
航空保安官。
ジャック・ダグラス
演 - ニコラス・プライア
国務長官。
ペリー
演 - エドモンド・ブラウン
FBI捜査官。
アリスン
キャビンアテンダント。ジーンの同僚。婚約者がいる模様。しかし、テロリストと揉みあっているうちに頭部を強打し死亡する。
ナンシー
キャビンアテンダント。ジーンの同僚。

## キャスト
| 役名                           | 俳優                         | 日本語吹替                                | 日本語吹替                                                                                                 |
| 役名                           | 俳優                         | ソフト版                                  | テレビ朝日版                                                                                               |
| ------------------------------ | ---------------------------- | ----------------------------------------- | --- |
| フィル・デイヴィッド・グラント | カート・ラッセル             | 佐古正人                                  | 原康義 |
| オースティン・トラヴィス中佐   | スティーヴン・セガール       | 玄田哲章                                  | 大塚明夫                                                                                                   |
| ジーン                         | ハル・ベリー                 | 山像かおり                                | 深見梨加                                                                                                   |
| ラット                         | ジョン・レグイザモ           | 家中宏                                    | 森川智之                                                                                                   |
| デニス・ケイヒル               | オリヴァー・プラット         | 伊藤栄次                                  | 塩屋翼 |
| キャピー                       | ジョー・モートン             | 稲葉実                                    | 星野充昭                                                                                                   |
| ナジ・ハッサン                 | デヴィッド・スーシェ         | 壤晴彦                                    | 有川博 |
| ルイ                           | B・D・ウォン                 | 相沢正輝                                  | 高木渉 |
| チャールズ・ホワイト国防長官   | レン・キャリオー             | 石森達幸                                  | 稲垣隆史                                                                                                   |
| ベイカー                       | ウィップ・ヒューブリー       | 荒川太郎                                  | 檀臣幸 |
| アーメド                       | グランビル・ハッチャー       | 梅津秀行                                  | 岩松廉 |
| カーリル                       | クリストファー・マーハー     | 島香裕                                    | 廣田行生                                                                                                   |
| エル・サイド・ヤファ           | アンドレアス・カツーラス     | 幹本雄之                                  | 長克巳 |
| マヴロス上院議員               | J・T・ウォルシュ             | 佐々木敏                                  | 土師孝也                                                                                                   |
| サーロウ将軍                   | チャールズ・ハラハン         | 水野龍司                                  | 堀部隆一                                                                                                   |
| ウッド将軍                     | ケン・ジェンキンス           | 峰恵研                                    | 伊藤和晃                                                                                                   |
| ジョージ・エドワーズ航空保安官 | リチャード・リール           |                                           | |
| ジャック・ダグラス国務長官     | ニコラス・プライア           | 島香裕                                    | 長克巳 |
| FBIペリー捜査官                | エドモンド・ブラウン         | 幹本雄之                                  | 手塚秀彰                                                                                                   |
| アリソン                       | メアリー・エレン・トレイナー |                                           | |
| ナンシー                       | マーラ・メイプルズ           |                                           | |
| 機長                           | レイ・ベイカー               | 水野龍司                                  | 廣田行生                                                                                                   |
| 副機長                         | マイケル・ミルホーン         | 後藤哲夫                                  | 西村知道                                                                                                   |
| 役不明又はその他               |                              | 石川悦子 佐藤しのぶ さとうあい            | 湯屋敦子 小形満 諸角憲一 海老原英人 大黒和広 定岡小百合 喜田あゆみ 樋浦茜子 米倉紀之子 佐藤ゆうこ 清水敏孝 |
| 日本語版制作スタッフ           |                              |                                           | |
| 演出                           |                              | 松岡裕紀                                  | 蕨南勝之                                                                                                   |
| 翻訳                           |                              | 久保喜昭                                  | 平田勝茂                                                                                                   |
| 調整                           |                              | 山下裕康                                  | 高橋昭雄                                                                                                   |
| 録音                           |                              | 山下裕康                                  | |
| 効果                           |                              |                                           | リレーション                                                                                               |
| 音響制作                       |                              | 中西真澄                                  | |
| 制作協力                       |                              |                                           | ViViA 清宮正希                                                                                             |
| プロデューサー                 |                              | 東慎一                                    | 松田佐栄子                                                                                                 |
| 制作                           |                              | ワーナー・ホーム・ビデオ プロセンスタジオ | 東北新社                                                                                                   |
| 初回放送                       |                              |                                           | 1999年6月6日 『日曜洋画劇場』 （約100分）                                                                  |